# Pierre Leroux
Pour les articles homonymes, voir Leroux et Pierre Leroux (homonymie).
Pierre Leroux, né Pierre-Henri Leroux le 6 avril 1797 à Paris et mort le 12 avril 1871 dans la même ville, est un éditeur, philosophe et homme politique français, théoricien du socialisme.

## Biographie

### Jeunesse
Ses parents tiennent un pauvre débit de boisson place des Vosges à Paris. Pierre fait néanmoins de solides études secondaires comme boursier de l'Empire au lycée de Rennes de 1809 à 1814. Il renonce à présenter le concours de l'École polytechnique en 1814, pour aider sa mère, devenue veuve, et ses trois frères. Il se fait maçon puis se met en apprentissage chez un cousin imprimeur. Devenu ouvrier typographe et correcteur, dès ses débuts il trace les plans d’une machine à composer (1820) qui ne sera jamais fabriquée. Il s'engage dans le combat libéral sous la Restauration, d'abord au sein de la Charbonnerie, puis à la tête du journal Le Globe qu'il fonde en 1824 avec Paul-François Dubois. Il publie des articles remarqués, notamment sur l'économie politique, sur l'Orient, sur la littérature. Mais il comprend, après juillet 1830, que l'idéal de liberté doit être complété par l'association. Il adhère alors au mouvement saint-simonien qui se propose de réorganiser méthodiquement le travail sous la direction d'une élite industrielle et religieuse. Après une année (novembre 1830 - novembre 1831), Leroux claque la porte sur la question de la liberté.
Entre 1844 et 1848, il anime avec son frère une communauté dénommée « Les imprimeux » à Boussac dans la Creuse.
Il affirmera avoir été le premier à forger le néologisme de socialisme en tant qu'opposé de l'individualisme. « J’inventais il y a vingt ans, écrit-il en 1851, dans le premier volume de ses Œuvres complètes, le terme de socialisme pour l’opposer au terme d’individualisme. » En 1863, dans La grève de Samarez, il répète : « C’est moi, qui, le premier, me suis servi du mot de socialisme. C’était du néologisme alors, un néologisme nécessaire. Je forgeai ce mot par opposition à individualisme qui commençait à avoir cours. » Il s'en servait alors comme d'un terme péjoratif, pour désigner le danger d'une planification abusive de la société, il pense à la doctrine de Prosper Enfantin, à l'Inquisition, à la Terreur et prophétise les totalitarismes du XXe siècle.
Cependant on trouve le mot socialisme dès novembre 1831 dans le journal chrétien Le Semeur.

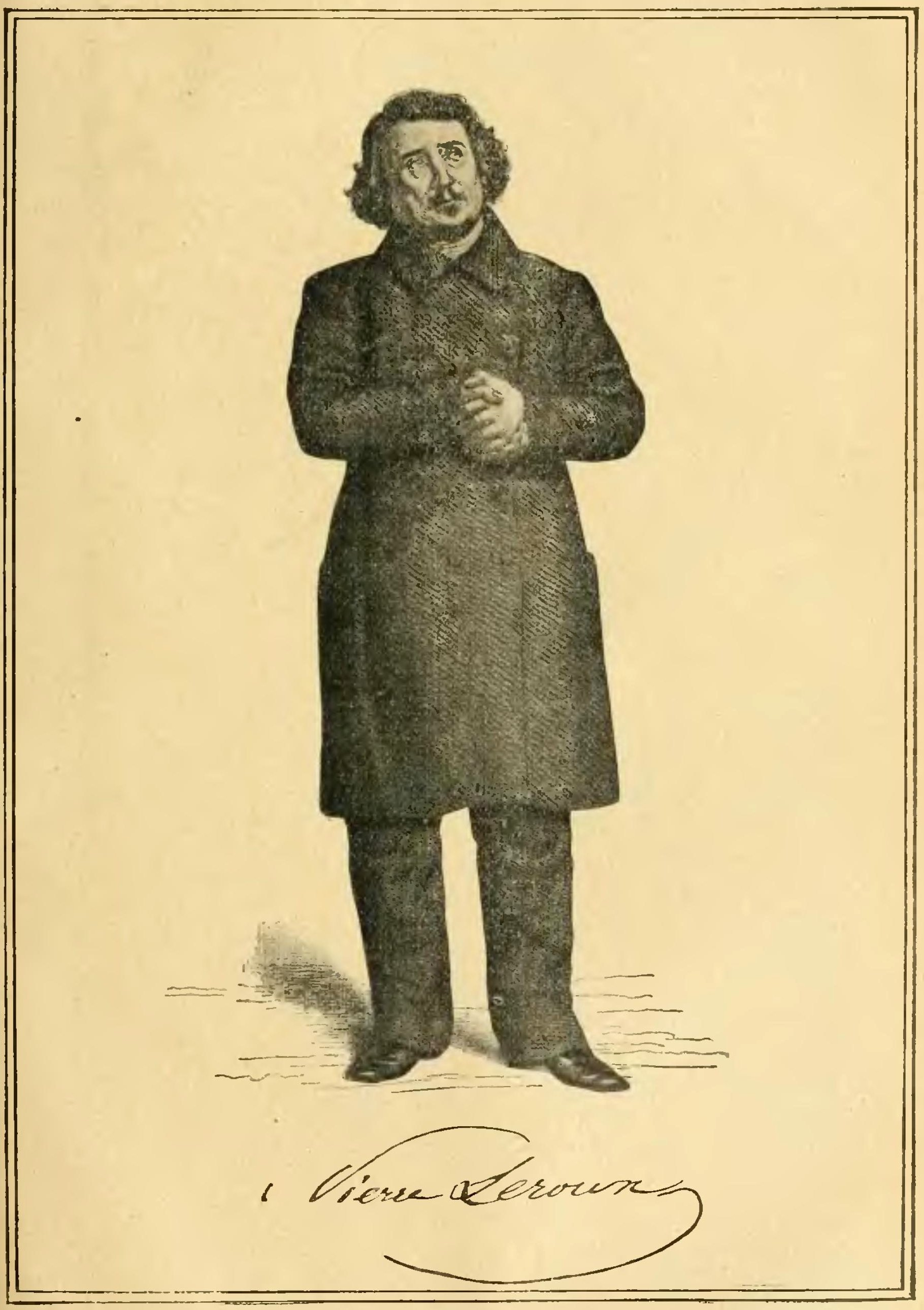
Pierre Leroux, gravure publiée dans Histoire socialiste, volume 8 Le règne de Louis-Philippe, chapitre 4.5. La floraison socialiste, en ligne sur Wikisource.}

### Le socialismerépublicain
Plus tard, Pierre Leroux reprend à son compte le mot socialisme pour désigner l'idéal d'une société « qui ne sacrifiera aucun des termes de la devise liberté, égalité, fraternité ». Il critique symétriquement l'individualisme absolu et le socialisme absolu. Cet équilibre est au fondement de sa pensée. Il souhaite un socialisme républicain, c'est-à-dire qui fasse toute sa place à la liberté tout en prenant l'idéal d'égalité dans son sens le plus exigeant, le sens social[réf. nécessaire]. Comparant l'humanité à « un homme qui marche », il disqualifie tout plan social arrangé d'avance comme le saint-simonisme en a donné la première image.
C'est à Pierre Leroux que nous devons le sauvetage de la devise utilisée en 1794 par Robespierre et son adoption par la République en 1848, mais sa proposition de mettre « la fraternité au centre », pour signifier la tension irréductible entre les deux valeurs incontournables que sont la liberté et l'égalité, n'a pas été retenue. L'enjeu est de taille : fonder un socialisme républicain, ou une république sociale. De telles idées ont inspiré les mesures initiées par Louis Blanc en 1848, à la Commission du Luxembourg mais qui ont échoué sous les feux croisés de la bourgeoisie défendant férocement ses intérêts et des blanquistes.

#### La question morale et religieuse
Cette vision s'appuie sur une anthropologie qui repousse le dualisme, qu'il soit spiritualiste ou matérialiste, au profit d'une ontologie triadique : l'homme est triple, sensation, sentiment, connaissance. Dieu, qu'il appelle aussi Vie universelle, n'est donc pas à concevoir comme un être transcendant. Leroux critique sévèrement l'Église catholique pour son dualisme métaphysique autant que pour ses péchés historiques, son alliance avec les privilégiés que ce soient l'aristocratie de jadis ou la bourgeoisie actuelle. Cela ne l'empêche pas d'admirer l'Évangile. Le spectacle de la lutte de tous contre tous qui prévaut sous l'orléanisme le conduit à affirmer qu'aucune société ne peut vivre sans religion, et à prôner une religion républicaine ouverte à la morale de l'Évangile. Il réclame l'ouverture des cultures judéo-chrétienne et gréco-romaine aux ressources de l'Orient, Inde et Chine en particulier.
Pierre Leroux est initié à la franc-maçonnerie à Limoges, le 4 avril 1848, dans la loge « Les Artistes réunis » du Grand Orient de France. Sa vie durant, il fréquente différentes autres loges maçonniques, notamment en exil à Jersey et à Londres (à la loge des Philadelphes que fréquentent également ses amis Martin Nadaud et Alfred Talandier), puis à Grasse. Par ailleurs, les maris de ses deux filles sont aussi francs-maçons.
Mais il a été accusé d'antisémitisme pour avoir écrit en 1846 un article, « Les juifs, rois de l'époque », dans lequel il appelle « esprit juif », l'attachement insensé à l'argent.

### L'Encyclopédie nouvelle
L'œuvre de Leroux est immense, tant en volume que par la diversité de ses domaines, son élément le plus remarquable en est sans doute l'Encyclopédie nouvelle qu'il réalise avec la collaboration de Jean Reynaud. Ce monument est, selon Heinrich Heine, à la pensée socialiste et républicaine du XIXe siècle ce que l'Encyclopédie de Diderot fut à la pensée bourgeoise du XVIIIe siècle. Destiné à en faire partie, De l'humanité est publié à part. Les numéros de l'Encyclopédie nouvelle restent inexplorés des chercheurs français. Une équipe italienne de l'université de philosophie de Lecce a laissé d'importants travaux à ce sujet (voir bibliographie).

### Relations avec George Sand
C'est en 1835 que Leroux fait la connaissance de George Sand. Selon Georges Lubin « elle ne jure plus que par lui ». Certains de ses romans, tels Consuelo et La comtesse de Rudolstadt (1843-44), ainsi que Le Meunier d'Angibault (1845), se ressentent de l'influence de Leroux. Une collaboration inédite s'est engagée entre le philosophe et la romancière, une amitié d'une quinzaine d'années.
Parmi les penseurs socialistes, remarque David Owen Evans (bibliographie), Leroux est « le seul critique littéraire, le seul philosophe et le seul démocrate ».

### La communauté de Boussac
En 1843, Leroux obtient un brevet pour créer une imprimerie à Boussac (Creuse), que George Sand, « la voisine de Nohant », lui avait sans doute fait découvrir lors d'une excursion au site des Pierres Jaumâtres. Leroux s'installe à Boussac, fait venir sa famille et ses proches, puis, au fil des mois, des disciples séduits par ses théories et par le mode de vie de la communauté. On applique à l'agriculture le Circulus, une théorie écologiste avant la lettre, selon laquelle les êtres vivants se nourrissent des dépouilles et des déchets les uns des autres. Cette loi inspire toute la doctrine évolutionniste de Leroux, disciple de Lamarck  et de Geoffroy Saint-Hilaire, qu'il s'agisse de l'évolution des espèces ou de celle des civilisations. En toutes choses, « les vivants se nourrissent des morts », ce qui condamne le volontarisme autant que le fixisme.
Leroux continue en parallèle son travail de typographe et d'animateur de revue ; après Le Globe, la Revue encyclopédique, la Revue indépendante, fondée en 1841, il crée La Revue sociale en octobre 1845.

### Le représentant du peuple

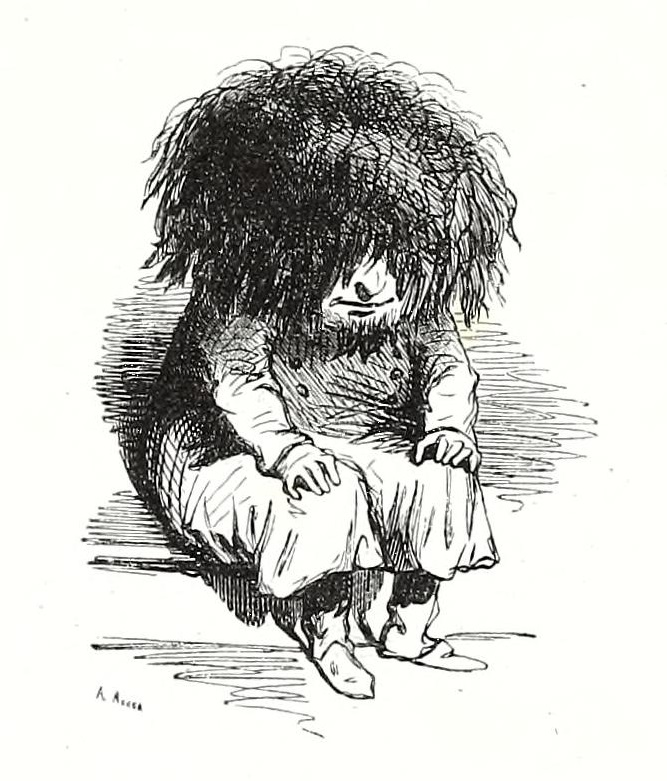
Caricature de Pierre Leroux par Cham.

En février 1848, Leroux proclame la République à Boussac. Nommé maire de la commune par le gouvernement provisoire, il est élu le 4 juin député de la Seine comme candidat des démocrates-socialistes à l'Assemblée constituante de 1848, le 6e sur 11 sièges de représentants optants ou démissionnaires à remplacer, avec 91 375 voix sur 248 392 votants et 414 317 inscrits et siège sur les bancs de la Montagne. Réélu lors des élections législatives du 13 mai 1849 représentant de la Seine à l'Assemblée législative, le 22e sur 28 avec 110 127 voix sur 281 140 votants et 378 043 inscrits, il s'oppose à la politique de Louis-Napoléon Bonaparte.

Il combat pour un socialisme mutualiste et associationniste. Il prend la défense des insurgés de juin 48, même s'il n'a jamais cru, depuis son expérience dans la Charbonnerie, à l'efficacité du progrès social par les armes. Sa position est résumée par son discours du 30 août 1848 : 

« Il ne s’agit pas de faire intervenir l’État dans les relations sociales ; mais entre l’intervention de l’État dans les relations sociales et la négation de toute médiation et de tout droit tutélaire de sa part, il y a un vaste champ où l’État peut marcher et doit marcher, sans quoi, il n’y a plus d’État, il n’y a plus de société collective, et nous retombons dans le chaos. L’État doit intervenir pour protéger la liberté des contrats, la liberté des transactions mais il doit intervenir aussi pour empêcher le despotisme et la licence, qui, sous prétexte de liberté des contrats, détruiraient toute liberté et la société tout entière. Deux abîmes bordent la route que l’État doit suivre ; il doit marcher entre ces deux abîmes : inter utrumque tene. »

### Le temps de l'exil

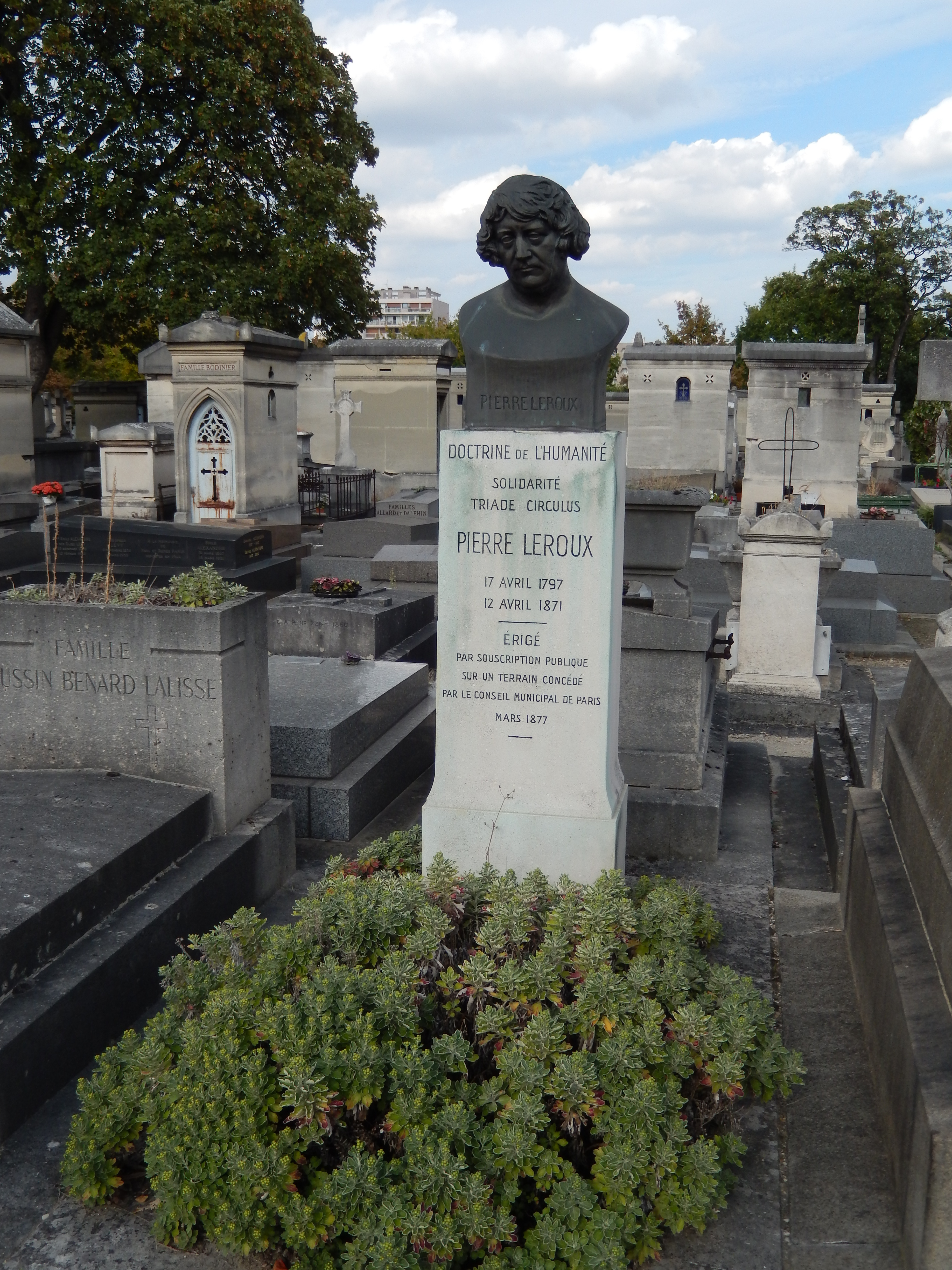
Tombe de Pierre Leroux au cimetière du Montparnasse (division 9).

Après le coup d'État du 2 décembre 1851, Leroux s'exile à Londres, puis dans l'île de Jersey où Hugo est son voisin. Leurs promenades sur la plage de Samarez ont laissé des traces dans l'œuvre de Hugo. Leur amitié se termina par une brouille, mais les œuvres du philosophe et du poète méritent, elles aussi, d'être rapprochées.
Revenu en France en 1860 à la faveur de la loi d'amnistie de 1859, Leroux publie un long poème philosophique en deux volumes (1863-64) La Grève de Samarez.
Il meurt à Paris en avril 1871. La Commune délègue deux de ses représentants à ses obsèques comme par exemple Jules Babick. Il est enterré au cimetière du Montparnasse (division 9).

## La postérité

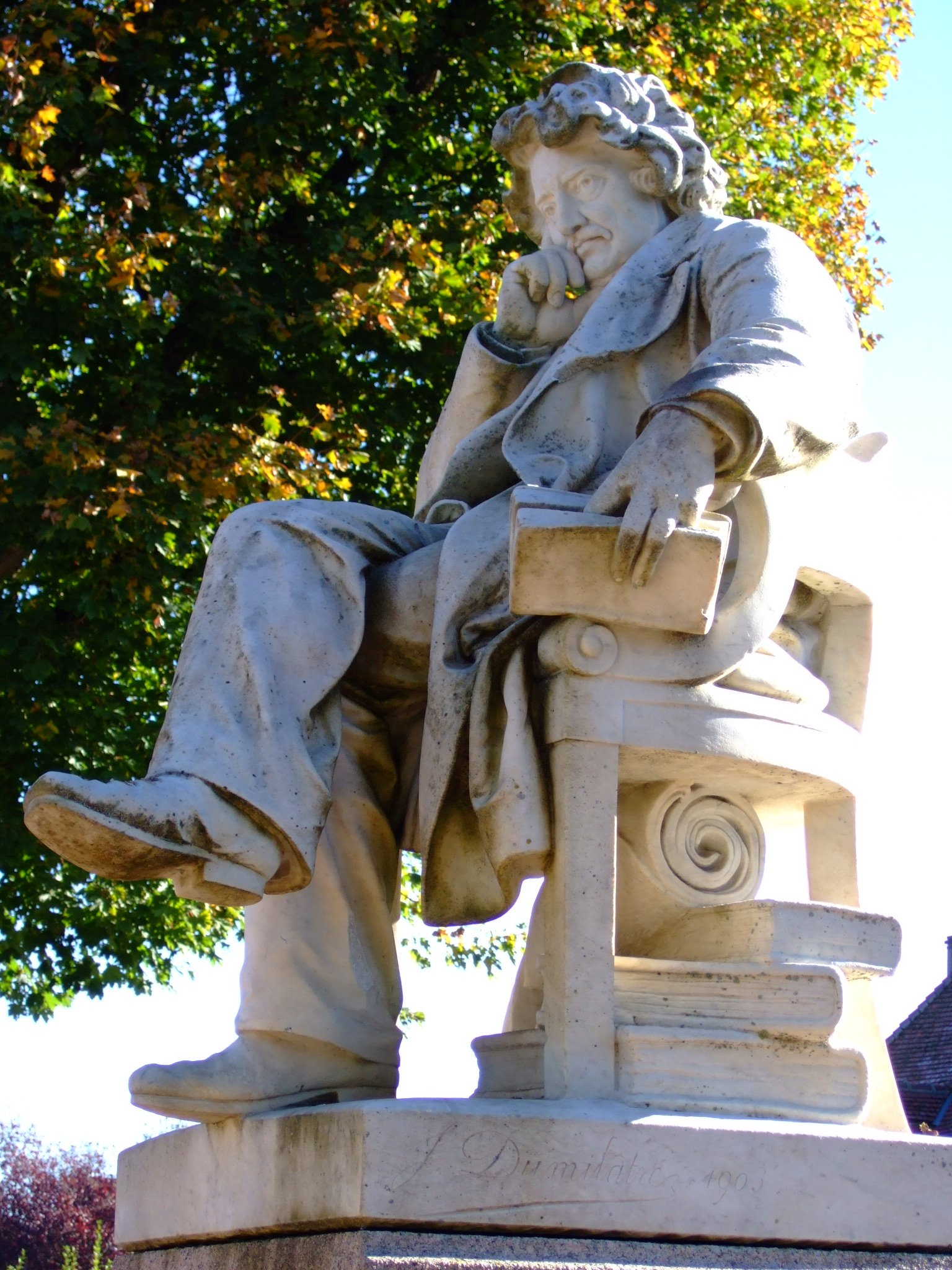
Statue de Pierre Leroux à Boussac.

Le 21 juin 1903, on inaugure à Boussac, en présence de Georges Clemenceau et de Camille Pelletan, ministre de la Marine, une statue de Leroux, due au sculpteur bordelais Alphonse Dumilatre.
L'année suivante, Pierre-Félix Thomas publie une thèse de doctorat ès lettres sur l'œuvre de Leroux, soulignant l'influence de Leroux sur la pensée de Jaurès. Oubliée à l'époque du « socialisme scientifique », l'œuvre de Leroux, grâce aux travaux de David Owen Evans, Jean-Pierre Lacassagne, Jean-Jacques Goblot, Armelle Lebras-Chopard, Vincent Peillon, Miguel Abensour, a été l'objet d'un renouveau d'intérêt.
Depuis 1985, Jacques Viard (1920-2014) anime l'Association des Amis de Pierre Leroux et publie un Bulletin annuel. Son fils, Bruno Viard, qui a rendu accessible l'œuvre de Leroux sous la forme d'un volume de morceaux choisis (voir bibliographie), met en lumière ses relations avec Marx et Tocqueville, et montre son influence sur des auteurs aussi divers que Victor Hugo, George Sand, Baudelaire, Jaurès ou Marcel Mauss.
La rue Pierre-Leroux dans le 7e arrondissement de Paris porte son nom.

### Œuvres principales de Pierre Leroux

#### Auxéditions Slatkine(Genève)
- « Aux philosophes. De la situation actuelle de l’esprit humain », 1973. Ce texte figure également dans Philosophie, France, xixe siècle. Écrits et opuscules, Le Livre de Poche, 1994.
- Le Globe, 1974 : collection complète en douze tomes.
- Œuvres, 1978 cet ouvrage regroupe les deux volumes (inachevés) où Leroux avait entrepris de rassembler l’ensemble de son œuvre en 1850.
  - Tome 1
    - « Discours aux philosophes. De la situation actuelle de l’esprit humain » (version R.I. 1841)
    - « Discours aux artistes. De la poésie de notre époque » (R.E., 1831)
    - « Discours aux politiques. De la politique sociale et religieuse qui convient à notre époque » (version R.I. 1841‑1842 allégée de l’« Étude sur Napoléon » et de « La France sous Louis‑Philippe » présentés séparément)
    - « De l’union européenne » (Le Globe, 1827 et R.I. 1842)
    - « Étude sur Napoléon » (Le Globe, 1829 et R.I. 1842)
    - « De la poésie de style » (Le Globe, 1829)
    - « Plus de libéralisme impuissant » (Le Globe, 1831)
    - « De la nécessité d’une représentation spéciale pour les prolétaires » (ce texte de Jean Reynaud [R.E. 18321 est présenté comme « un emprunt à l’amitié »)
    - « De l’individualisme et du socialisme » (version R.S.  1845)
    - « De l’économie politique anglaise » (Le National, 1835)
    - « La France sous Louis‑Philippe » (R.I., 1842)
    - « Considérations sur Werther et en général sur la poésie de notre époque » (1839, en introduction à la traduction de Werther)
    - « Werther » (traduction nouvelle) (1839)

  - Tome 2
    - « De la doctrine de la perfectibilité » (R.E. 1833‑1835)
    - « Réfutation de l’éclectisme » (reproduit la première partie de l’article « Éclectisme » de l’E.N.)
    - Réfutation de l’éclectisme, 1979.

#### Chez d’autres éditeurs
- Pierre Leroux et George Sand. Histoire d’une amitié d’après une correspondance inédite, édition J.‑P. Lacassagne, Klincksieck, 1973.
- De la ploutocratie ou du gouvernement des riches, Éd. d’Aujourd’hui, Sainte‑Maxime, 1976.
- La grève de Samarez, Klincksieck, 1979, avec introduction et notes de J.‑P. Lacassagne.
- Discours de Schelling à Berlin, Du cours de philosophie de Schelling et Du christianisme, Vrin, 1982.
- De l'Humanité, Perrotin, 1860  (Wikisource).
- Aux philosophes, Aux artistes, Aux politiques. Trois discours et autres textes, textes établis et préfacés par J.‑P. Lacassagne, postface de Miguel Abensour, Payot, 1994. Cet ouvrage reproduit les textes contenus dans le tome I des Œuvres (voir ci‑dessus) moins « La France sous Louis-Philippe » et la traduction de Werther. À signaler que le Discours aux politiques est présenté sous sa forme primitive de 1832, titrée en réalité De la philosophie et du christianisme, beaucoup plus courte que la version de 1841‑1842 disponible chez Slatkine. Par contre, Aux philosophes et De l’individualisme et du socialisme figurent sous leur forme définitive, avec indication des stratifications.
- Discours prononcés aux banquets typographiques reproduits dans les Carnets de Joseph Mairet, publiés en 1995 par la Fédération des travailleurs des industries du livre.
- Encyclopédie nouvelle, 1991, 5060 pages, 6 volumes, avec introduction de J.‑P. Lacassagne.
- Cours de phrénologie, 1995.
- De l’individualisme et du socialisme et De l’Égalité avec introduction et notes de Bruno Viard, collection Fleuron, 1996.

### Ouvrages sur Pierre Leroux
- Félix Thomas, Pierre Leroux, sa vie, son œuvre, sa doctrine : contribution à l'histoire des idées au XIXe siècle, F. Alcan, 1904. (Lire en ligne).
- David Owen Evans, Le socialisme romantique. P. Leroux et ses contemporains, Rivière, 1948.
- Jacques Viard, Pierre Leroux et les socialistes européens, Actes Sud, 1982.
- Jacques Viard, Pierre Leroux, Charles Péguy, Charles Péguy et l'Europe, L'Harmattan, 2004.
- Jacques Viard, Bulletin des Amis de Pierre Leroux (21 numéros parus).
- Armelle Le Bras-Chopard, De l'égalité dans la différence : le socialisme de Pierre Leroux, Presses de la Fondation nationale des sciences politiques, 1986.
- Liberta, uguaglianza, comunione (« Aux philosophes, De l’individualisme et du socialisme », et « Le carrosse de M. Aguado ») par Angelo Prontera et Fernando Fiorentino, 1984.
- Leonardo La Puma, Il socialismo sconfitto, saggio sul pensiero politico di P. Leroux e G. Mazzini, Ed. Franco Angeli, Milano, 1974.
- Fernando Fiorentino, Filosofia religiosa di Leroux ed eclettismo di Cousin, Milella, Lecce, 1992.
- Paul Bénichou, Le temps des prophètes, Doctrines de l’âge romantique, Gallimard, 1977 ; traite de Leroux dans son chapitre « La dissidence saint‑simonienne ».
- Vincent Peillon, Pierre Leroux et le socialisme républicain, Le Bord de l'eau, 2003.
- Bruno Viard, Anthologie De Pierre Leroux : Inventeur du socialisme, Le Bord de l'eau, 2007, 480 p. (ISBN 978-2-915651-69-0)
- Bruno Viard, Les 3 neveux (Pierre Leroux, Marcel Mauss, Paul Diel) ou l’altruisme et l’égoïsme réconciliés, PUF, 2002.
- Bruno Viard, Pierre Leroux, penseur de l’humanité, Sulliver, 2009.
- Bruno Viard, Pierre Leroux, un socialisme sans romantisme, dans Les Poètes et les Économistes, Kimé, 2004.
- Andrea Lanza, All'abolizione del proletariato! Il discorso socialista fraternitario. Parigi 1839-1847, Franco Angeli, 2010.
- Marisa Forcina, I diritti dell’esistente. La filosofia della « Encyclopédie nouvelle » (1833‑1847), Milella, Lecce, 1987.
- Ludovic Frobert, Quelques lignes d’utopie - Pierre Leroux et la communauté des « imprimeux » (Boussac,1844-1848), Éditions Agone, 2023,  (ISBN 978-2-7489-0535-9), 224 pages, présentation éditeurs.
- Andrea Lanza, « L’encyclopédisme en acte de Pierre Leroux : entre savoirs savants et savoirs d’atelier », dans Vincent Bourdeau, Jean-Luc Chappey et Julien Vincent (dir.), Les encyclopédismes en France à l'ère des révolutions (1789-1850), Besançon, Presses universitaires de Franche-Comté, 2020 (ISBN 978-2-84867-667-8, DOI 10.4000/books.pufc.18704 , lire en ligne), p. 95-99.